# Dave Valenti
Dave Valenti (ur. 9 października 1964 r.) – amerykański narciarz, specjalista narciarstwa dowolnego. Jego największym sukcesem jest brązowy medal w skokach akrobatycznych wywalczony na mistrzostwach świata w Lake Placid. Nie startował na igrzyskach olimpijskich. Najlepsze wyniki w Pucharze Świata osiągnął w sezonie 1991/1992, kiedy to zajął 35. miejsce w klasyfikacji generalnej.
W 1994 r. zakończył karierę.

## Osiągnięcia

### Mistrzostwa świata
| Miejsce | Dzień     | Rok  | Miejscowość | Konkurencja        | Zwycięzca        |
| ------- | --------- | ---- | ----------- | ------------------ | ---------------- |
| 3.      | 17 lutego | 1991 | Lake Placid | Skoki akrobatyczne | Philippe LaRoche |

#### Miejsca w klasyfikacji generalnej
- sezon 1985/1986: 112.
- sezon 1986/1987: 79.
- sezon 1990/1991: 69.
- sezon 1991/1992: 35.
- sezon 1992/1993: 49.
- sezon 1993/1994: 61.

#### Miejsca na podium
1. Madarao – 8 marca 1992 (skoki) – 2. miejsce